# Walking After Midnight (film)
Pour plus de détails, voir Fiche technique et Distribution.
Walking After Midnight (Düş Gezginleri, Voyageuses par la pensée) est un film turc réalisé par Atıf Yılmaz, sorti en 1992. C'est le premier film turc à concourir dans un festival de cinéma LGBT, au Festival du film Lovers de Turin en 1994.

## Synopsis
Nilgün est une femme médecin qui vient de divorcer de son mari et qui refait sa vie dans une petite ville. Un jour qu'elle doit examiner les employées d'une maison close, elle y retrouve une amie d'enfance, Havva. Toutes deux se lient à nouveau. À l'occasion d'un séjour à deux, elles vont vivre une expérience qui va changer leur vie.

## Fiche technique
- Titre : Walking After Midnight
- Titre original : Düş Gezginleri
- Réalisation : Atıf Yılmaz
- Scénario : Atif Yilmaz
- Photographie :
- Montage :
- Musique : Selim Atakan
- Production : Atif Yilmaz
- Société de production :
- Pays :  Turquie
- Genre : Drame
- Durée : 104 minutes
- Dates de sortie : 1992

## Distribution
- Meral Oğuz : Nilgün
- Lale Mansur : Havva
- Deniz Türkali  : Olay
- Selçuk Özer : Faruk
- Yaman Okay  : Nafiz
- Sema Çeyrekbasi  : Sükran
- Tarik Günersel : Necdet
- Oktay Sözbir : Esat
- Ayça Telirmak  : Hemsire
- Isik Aras : Mama
- Suna Tanriver : Sefika
- Alp Bugdayci : Murat
- Memduh Ün : Ali
- Nilüfer Aydan : Hacer

## Distinctions
- Festival international du film d'Antalya 1992 : prix de la meilleure actrice pour Lale Mansur[3]
- Festival international du film d'Ankara 1993 : prix de la meilleure actrice pour Meral Oğuz[3]